# Гриндейл (Огайо)
Гринде́йл (англ. Greendale) — невключённая территория в округе Хокинг, штат Огайо, США. Считается покинутым городом. От города осталось не так много, только несколько домов и здание школы.

## История
Гриндейл был основан Нильсом Кахельмахером во время расцвета кирпичного производства на юго-востоке Огайо, и имел почтовое отделение, работавшее с 1879 по 1939 год. В 1902 году в Гриндейле открылся кирпичный завод компании Hocking Valley Products, бывший одним из трёх кирпичных заводов в регионе. Многие здания Гриндейла были построены с использованием продукции компании и часто служили своеобразным каталогом для приезжих покупателей. Кирпич, произведённый в Гриндейле, частично использовался для строительства тоннеля Холланда в Нью-Йорке. Когда в 1927 году производство кирпича прекратилось, это ознаменовало гибель Гриндейла.